# Pharneuptychia spartaeus
Pharneuptychia spartaeus är en fjärilsart som beskrevs av Hermann Burmeister 1878. Pharneuptychia spartaeus ingår i släktet Pharneuptychia och familjen praktfjärilar. Inga underarter finns listade i Catalogue of Life.